# Gornji Vrhovci
Gornji Vrhovci falu Horvátországban, Pozsega-Szlavónia megyében. Közigazgatásilag Velikéhez tartozik.

## Fekvése
Pozsegától légvonalban 18, közúton 23 km-re, községközpontjától légvonalban 7, közúton 16 km-re északnyugatra, a Papuk-hegység déli lejtőin fekszik.

## Története
A régészeti leletek tanúsága szerint területe már a történelem előtti időkben is lakott volt. A faluról délre fekvő „Selište” nevű határrészén a középső újkőkorszakhoz tartozó Sopot kultúra leletei kerültek elő, míg a „Mali Papuk” nevű lelőhelyen késő bronzkori leleteket találtak. A Selište nevű határrészen állhatott a mai település középkori előzménye, melyet nemcsak a név, hanem az itt talált késő középkori leletek is megerősítenek. Csánki az 1470-ben a Békefi család birtokai között „Poss. Werhowyna” néven említett településsel azonosítja. Ennek lakói valószínűleg még katolikus horvátok voltak. 1523-ban egy heves birtokvita során Kővár tartozékai között említenek egy „Zredycza” nevű falut, melyet a mai Gornji Vrhovcitól nyugatra helyeznek. A török 1532 körül szállta meg ezt a vidéket. A török uralom idején pravoszláv szerbek telepedtek meg itt.
1698-ban „Verhovczi” néven 5 portával szerepel a török uralom alól felszabadított szlavóniai települések összeírásában. Az első katonai felmérés térképén „Dorf Verhovczi” néven látható. Lipszky János 1808-ban Budán kiadott repertóriumában „Verhovczi” néven szerepel. Nagy Lajos 1829-ben kiadott művében „Verhovczi” néven 28 házzal, 15 katolikus és 220 ortodox vallású lakossal találjuk. 
1857-ben 874, 1910-ben 890 lakosa volt. 1910-ben a népszámlálás adatai szerint egy kivételével teljes lakossága szerb anyanyelvű volt. Pozsega vármegye Pozsegai járásának része volt. Az első világháború után 1918-ban az új szerb-horvát-szlovén állam, majd később (1929-ben) Jugoszlávia része lett. 1991-ben lakosságának 99%-a szerb nemzetiségű volt. 2011-ben 10 lakosa volt.

## Lakossága
| Lakosság változása | Lakosság változása | Lakosság változása | Lakosság változása | Lakosság változása | Lakosság változása | Lakosság változása | Lakosság változása | Lakosság változása | Lakosság változása | Lakosság változása | Lakosság változása | Lakosság változása | Lakosság változása | Lakosság változása | Lakosság változása |
| ------------------ | ------------------ | ------------------ | ------------------ | ------------------ | ------------------ | ------------------ | ------------------ | ------------------ | ------------------ | ------------------ | ------------------ | ------------------ | ------------------ | ------------------ | ------------------ |
| 1857               | 1869               | 1880               | 1890               | 1900               | 1910               | 1921               | 1931               | 1948               | 1953               | 1961               | 1971               | 1981               | 1991               | 2001               | 2011               |
| 251                | 267                | 263                | 293                | 304                | 281                | 260                | 282                | 190                | 204                | 200                | 140                | 88                 | 72                 | 12                 | 10                 |